# Aldo Clementi
Aldo Clementi (Catania, 25 de mayo de 1925 - 3 de marzo de 2011) fue un compositor italiano de la segunda mitad del siglo XX.

## Biografía
Aldo Clementi nació en Catania, y desde joven comenzó sus estudios de piano bajo la guía de Giovanna Ferro, diplomándose en 1946. A los dieciséis años, en 1941, inicia estudios de composición musical en Catania, y los continúa como alumno de Alfredo Sangiorgi —alumno a su vez de Arnold Schönberg en Viena— con el que entra en contacto con la música de la Segunda Escuela de Viena y el dodecafonismo. Tras el fin de la II Guerra Mundial, en 1947 siguió cursos de perfeccionamiento con el pianista Pietro Scarpini en Siena. Ese mismo año, se interpreta por vez primera una de sus composiciones en Viena, la Poesia di Rilke, para soprano y piano.
En 1952 se trasladó a Roma para seguir sus estudios con Goffredo Petrassi, bajo cuya guía se diplomó en 1954. De 1955 a 1962 frecuentó los «Ferienkurse» de Darmstadt, dónde enseguida se interpretarían algunas de sus obras: Tre Studi para orquesta de cámara (1956-57), Composizione n. 1 para piano (1957) y Triplum (1960). Por esa misma época, en 1956, tuvo lugar la primera ejecución importante de una de sus obras en la Radio de Hamburgo, para el ciclo Das neue Werk (Cantata según un texto de Calderón de la Barca, 1954).
En la segunda mitad de los años 1950 conoció a Bruno Maderna, iniciando una relación que Clementi mismo definió como “di decisiva importanza”. Entretanto, fue fundamental en su carrera la experiencia en el «Studio di Fonologia Musicale» de la Radiotelevisione Italiana de Milán, donde realiza obras como Collage 2 (1960), Collage 3 (Dies irae) (1967) y Collage 4 (Jesu, meine Freude) (1979).
En 1959 obtiene el segundo premio de la «Società Internazionale di Musica Contemporánea» (SIMC) con su obra Episodi (1958) y en 1963 el primer premio del mismo concurso con Sette scene (1961).
En 1961 realiza en Roma un espectáculo con material visual de Achille Perilli (Collage, Accademia Filarmonica Romana).
A principios de los años 1960 contribuye a fundar la asociación romana Nuova Consonanza, junto con Mauro Bortolotti, Franco Evangelisti, Domenico Guaccero y Francesco Pennisi.
De 1971 a 1992, tuvo la cátedra de Teoría musical en el DAMS de la Facultad de Letras de la Universidad de Bolonia y en esa misma época fue invitado a impartir cursos y seminarios de composición en varias instituciones italianas y extranjeras. Ha recibido varios premios y reconocimientos internacionales, entre ellos el "Premio Abbiati" de la crítica musical italiana en 1992 (por la Musica per il Mito di Eco e Narciso) y el Premio DAMS Festival de 2005 (Bolonia) por el conjunto de su carrera.

## La música
Después de un primer periodo —correspondiente a los años de estudio— en que su espíritu estaba muy próximo al de la Segunda Escuela de Viena, Clementi en la segunda mitad de los años 1950 se acerca al estructuralismo, en el momento en que frecuenta los famosos cursos de Darmstadt. Su vecindad con ambientes artístico-pictóricos como el del grupo Forma 1, y con artistas como Piero Dorazio, Achille Perilli, Antonio Sanfilippo y otros, es emblemática de su interés en las artes visuales. Este interés será de extrema importancia en los años siguientes, en que casi intenta crear una correlación con el arte informal; en la década de 1960, Clementi produce obras como el ciclo de los Informel; las dos piezas Varianti y el ciclo de los Reticoli, donde el denso contrapunto cromático (en la Variante A utiliza 144 partes reales) viene a constituir una suerte de continuum multiestrato, en que toda voz singular es anulada, ahogada en una gran mezcla sonora o textura en continuo movimiento; por estos motivos, el lenguaje musical de Clementi se relaciona a veces con los drippings de Jackson Pollock, o con los móviles de Alexander Calder.
En los años 1970 Clementi evoluciona su lenguaje utilizando materiales siempre poco diatónicos, incluso provenientes de obras del pasado (se ve en el uso frecuente del tema BACH, o de melodías de corales), y siempre prestando una mayor atención al mantenimiento de la verticalidad armónica.
Típico de su producción madura es el uso constante del rallentando aplicado a la repetición cíclica de un mismo material, casi como queriendo hacer una suerte de “ingrandimento” progresivo de los artificios contrapuntísticos, revelando en modo más explícito su intrínseco funcionamiento.
Su música es habitualmente interpretada y radiotransmitida en Italia y en el extranjero, incluso con encargos de instituciones de gran importancia (Teatro alla Scala de Milán —para la que compuso en 1991-92 la ópera Carillon—, Biennale di Venezia, Accademia Filarmonica Romana, Accademia nazionale di Santa Cecilia de Roma, Orestiadi de Gibellina —para la que compuso en 1992 la ópera Interludi—, solo por citar algunos encargos italianos).

## Su obra
Sus obras más importantes, en orden cronológico, son las siguientes:
- Episodi (1958) para orquesta
- Ideogrammi n.º 1 (1959) para 16 instrumentos
- Triplum (1960) para flauta, oboe y clarinete
- Collage (1961) acción musical
- Informel 2 (1962) para 15 ejecutantes
- Collage 2 (1962) música electrónica
- Informel 3 (1961-63) para orquesta
- Intavolatura (1963) para clavecín
- Variante A (1964) para coro mixto y orquesta
- Concerto (1970) para piano y 7 instrumentos, Concerto (1975) para piano, 24 instrumentos y carillons
- Clessidra (1976) para orquesta de cámara
- L'orologio di Arcevia (1979) para 13 ejecutantes
- Fantasia su roBErto FABbriCiAni (1980-81) para flauta y cinta magnética
- Es (1981), ópera teatral
- Parafrasi (1981) canon a 18 voces
- Adagio (1983) para quinteto con piano preparado
- Ouverture (1984) para 12 flautas
- Concerto (1986) para piano y 14 instrumentos
- Fantasia (1987) para 4 guitarras
- Tribute (1988) para cuarteto de cuerdas
- Berceuse (1989) para orquesta
- Romanza (1991) para piano y orquesta
- The Plaint (1992) para voz femenina y 13 instrumentos.

La música de Aldo Clementi es editada por Suvini Zerboni (Milán).

## Catálogo de obras
Este catálogo de obras se ha elaborado con la información que proporciona la Editorial Suvini Zerboni, y que es fácilmente accesible en Internet. Se ha completado con información del CEMAT. Las obras aparecen por orden cronológico, siendo fácilmente clasificables por nombre de la composición, por tipo de obra o por duración.
| Año     | Obra | Tipo de obra                    | Duración |
| ------- | --- | ------------------------------- | -------- |
| 1944    | Preludio, para piano | Música solista (piano)          | 04:00    |
| 1945-46 | Suite, para piano | Música solista (piano)          |          |
| 1946    | Due poesie, para voz y piano (o para voz y pequeño ensemble, 1996) (textos de Rainer Maria Rilke y Victor Hugo, transc. del autor)            | Música vocal (piano)            | 04:00    |
| 1950    | Sonatina, para flauta y piano. | Música de cámara                |          |
| 1955    | Tre piccoli pezzi (Omaggio a Bartók), para piano a cuatro manos                                                                               | Música solista (piano)          | 03:00    |
| 1951    | Sonatina, para piano | Música solista (piano)          | 08:00    |
| 1954    | Cantata, para recitante, soprano, coro y orquesta de cámara (texto de Calderón de la Barca)                                                   | Música vocal                    | 10:00    |
| 1955    | Sonata, para trompeta, guitarra y piano. | Música de cámara                | 10:00    |
| 1955    | Tre piccoli pezzi, para flauta, oboe y clarinete                                                                                              | Música de cámara                | 04:00    |
| 1956    | Studi, para trompeta, violín y piano. | Música de cámara                | 07:00    |
| 1956    | Concertino in forma di variazioni, para 9 instrumentos                                                                                        | Música instrumental             | 10:00    |
| 1956-57 | Tre studi, para orquesta de cámara. | Música de orquesta de cámara    | 10:00    |
| 1957    | Composizione n. 1, para piano | Música solista (piano)          | 04:30    |
| 1958    | Episodi, para orquesta. | Música de orquesta              | 10:00    |
| 1959    | Ideogrammi n. 1, para 16 instrumentos | Música instrumental             | 12:00    |
| 1959    | Ideogrammi n. 2, para flauta y 17 instrumentos                                                                                                | Música instrumental             |          |
| 1960    | Collage 2 (música electrónica) | Música electrónica              | 05:15    |
| 1960    | Triplum, para flauta, oboe y clarinete | Música de cámara                | 04:00    |
| 1961    | Collage, acción musical en un acto sobre el sujeto y material visual de Achille Perilli                                                       | Música teatral                  | 24:00    |
| 1961    | Informel 1, para instrumentos de percusión e instrumentos a tastiera                                                                          | Música instrumental             | 04:00    |
| 1962    | Informel 2, para 15 ejecutantes | Música instrumental             | 07:00    |
| 1961-63 | Informel 3, para orquesta. | Música de orquesta              | 07:00    |
| 1962    | Invenzione, para violín, mandolina, trompeta, acordeón y batería                                                                              | Música instrumental             | 02:00    |
| 1963    | Sette scene, para orquesta de cámara. | Música de orquesta de cámara    | 14:00    |
| 1963    | Variante B, para 36 instrumentos | Música de orquesta              | 06:00    |
| 1963    | Intavolatura, para clavecín | Música solista (clavicémbalo)   | 07:00    |
| 1964    | Variante A, para 72 voces y 72 instrumentos (texto latino de la Misa)                                                                         | Música vocal                    |          |
| 1964-67 | Collage 3 (Dies Irae) (música electrónica) | Música electrónica              |          |
| 1966    | Reticolo 11, para 11 instrumentos | Música instrumental             | 05:00    |
| 1966    | Silben, para voz femenina, clarinete, violín y 2 pianos                                                                                       | Música vocal (instrumentos)     | 07:00    |
| 1967    | Concerto, para orquesta de instrumentos de viento y 2 pianos                                                                                  | Música de orquesta (concierto)  |          |
| 1968    | Reticolo 4, para cuarteto de cuerdas | Música de cámara                | 05:00    |
| 1970    | B.A.C.H., para piano | Música solista (piano)          | 04:30    |
| 1970    | Concerto, para piano y 7 instrumentos | Música instrumental (concierto) | 08:00    |
| 1970    | Reticolo 12, para 12 instrumentos de arco | Música instrumental             |          |
| 1970    | Silben-Merz, para una cantante, una actriz y un barítono                                                                                      | Música vocal                    | 05:00    |
| 1972    | Replica, para clavicémbalo | Música solista (clavicémbalo)   | 05:00    |
| 1973    | Manualiter, para órgano | Música solista (órgano)         |          |
| 1973    | Blitz – Azione musicale, para grupo instrumental                                                                                              | Música instrumental             | 18:00    |
| 1974    | Sinfonia da camera, para orquesta de cámara.                                                                                                  | Música de orquesta de cámara    |          |
| 1975    | Concerto, para piano, 24 instrumentos y carillones                                                                                            | Música de orquesta (concierto)  |          |
| 1975    | Esercizio (n.A.C.H.), para mezzo violín, violín y viola                                                                                       | Música de cámara                | 02:30    |
| 1975    | Reticolo 3 (n.A.C.H.), para 3 guitarras | Música de cámara                | 03:30    |
| 1976    | Clessidra, para orquesta de cámara. | Música de orquesta de cámara    | 08:30    |
| 1976    | Concerto, para contrabajo, instrumentos y carillones                                                                                          | Música de orquesta (concierto)  |          |
| 1977    | Concerto, para violín, 40 instrumentos y carillones                                                                                           | Música de orquesta (concierto)  | 12:00    |
| 1977    | Intermezzo, para 14 instrumentos de viento y piano preparato                                                                                  | Música de cámara                |          |
| 1977    | Sigla, para órgano | Música solista (órgano)         |          |
| 1978    | Gian (ca) rlo Cardini, para piano preparado                                                                                                   | Música solista (piano)          | 05:00    |
| 1978    | Otto frammenti, para soprano, contratenor, órgano, laúd y viola da gamba (de una balada de Charles d'Orléans)                                 | Música vocal                    |          |
| 1978    | Quintetto, para instrumentos de arco | Música instrumental             |          |
| 1978    | Sphinxs, para violín, viola y violonchelo | Música de cámara                | 10:00    |
| 1979    | Berceuse, para clarinete bajo, viola y violonchelo ad libitum, piano preparado                                                                | Música instrumental             |          |
| 1979    | L'orologio di Arcevia, para 13 ejecutantes | Música instrumental             |          |
| 1979-81 | Elegía, para flauta, 4 fagots, 4 cornos y 4 trombones                                                                                         | Música instrumental             | 15:00    |
| 1979    | Variazioni, para viola sola | Música solista (viola)          | 10:00    |
| 1979    | Madrigale, para piano preparado a 4 manos y cinta magnética                                                                                   | Música electrónica              |          |
| 1979    | Collage 4 (Jesu meine Freude), azione mimo-visiva, para 8 voces, 8 instrumentos de viento-metal y cinta magnética                             | Música teatral                  |          |
| 1979-80 | Capriccio, para viola y 24 instrumentos | Música de orquesta              |          |
| 1980    | Im Frieden dein, o Herre mein, motete para 8 voces a capela                                                                                   | Música vocal (a capela)         | 04:00    |
| 1980    | Es, rondeau en un acto, para 3 sopranos, 3 mezzosopranos, 3 contraltos y orquesta (Libreto de A. Clementi sobre de la comedia de Nello Sàito) | Música teatral                  | 50:00    |
| 1980    | Dodici variazioni, para guitarra | Música solista (guitarra)       | 10:00    |
| 1980-81 | Fantasia su roBErto FABbriCiani, para flauta y cinta magnética                                                                                | Música electrónica              | 17:10    |
| 1980    | Nun komm, den Heiden Heiland canoni, para 3 trompetas y 2 trombones                                                                           | Música instrumental             |          |
| 1981    | Pastorale en rondeau, para 2 violines, viola, clavicémbalo y carillones                                                                       | Música instrumental             | 07:30    |
| 1981    | Parafrasi canon a 18 voces y cinta magnética                                                                                                  | Música electrónica              | 19:30    |
| 1981-82 | Concerto “2E 2M”, para 16 instrumentos | Música instrumental (concierto) | 20:00    |
| 1982    | Halleluja (variazioni sul corale), para orquesta.                                                                                             | Música de orquesta              |          |
| 1983    | Adagio, para quinteto de cuerdas con piano preparado                                                                                          | Música instrumental             | 06:30    |
| 1983    | AEB, para 17 instrumentos | Música instrumental             | 05:00    |
| 1983    | Frammento, para piano | Música solista (piano)          |          |
| 1983    | Cent Sopirs, para coro de camera y 24 instrumentos de viento                                                                                  | Música vocal (instrumentos)     | 20:00    |
| 1983    | Duetto, para flauta, clarinete y 2 instrumentos in eco                                                                                        | Música instrumental             | 05:00    |
| 1983-85 | Fantasia su Giorgio Moench, para violín | Música solista (violín)         |          |
| 1983    | Komm süsser Tod, para 12 ejecutantes | Música instrumental             |          |
| 1984    | 1904, para 4 trompetas, 2 cornos y 2 trombones                                                                                                | Música instrumental             |          |
| 1984    | Ouverture, para 12 flautas | Música instrumental             |          |
| 1984    | Lento, para violonchelo solo | Música solista (violonchelo)    |          |
| 1984    | Variazioni su B.A.C.H., para piano | Música solista (piano)          |          |
| 1984    | Finale, acción lírica en un acto, para 4 sopranos y orquesta                                                                                  | Música teatral                  |          |
| 1985    | Das Alte Jahr, para orquesta de cámara. | Música de orquesta de cámara    | 12:00    |
| 1985    | O du Selige, para orquesta. | Música de orquesta              |          |
| 1985    | Ach, ich fühl's, para voce y 15 instrumentos                                                                                                  | Música vocal (instrumentos)     | 06:00    |
| 1985    | Scherzo, para flauta, clarinete, violín y viola                                                                                               | Música de cámara                | 04:00    |
| 1986    | Concerto, para piano y 14 instrumentos | Música instrumental (concierto) | 25:00    |
| 1987    | Fantasia, para 4 guitarras | Música de cámara                | 05:00    |
| 1987    | Prelude (Hommage à Ravel), para 12 instrumentos                                                                                               | Música instrumental             | 03:00    |
| 1988    | Passacaglia, para flauta y flauta registrado                                                                                                  | Música electrónica              |          |
| 1988    | Cantabile, para 12 ejecutantes | Música instrumental             | 10:00    |
| 1988    | Serenata, para guitarra y 4 instrumentos | Música instrumental             | 05:00    |
| 1988    | Tribute, para cuarteto de cuerdas | Música de cámara                | 08:00    |
| 1989    | Adagio cantabile, para piano y 12 instrumentos                                                                                                | Música instrumental             | 07:00    |
| 1989    | Berceuse 2, para orquesta. | Música de orquesta              | 20:00    |
| 1989    | Mottetto su Re, Mi..., para 18 voces femeninas                                                                                                | Música vocal                    |          |
| 1989    | Danze, para 2 pianos a 12 manos | Música solista (piano, dos)     | 05:00    |
| 1989-90 | Cantilena, para voz y contrabajo | Música vocal                    | 10:00    |
| 1989    | Impromptu, para clarinete y cuarteto de cuerdas                                                                                               | Música de cámara                | 05:00    |
| 1989    | Musette, para arpa y 7 instrumentos | Música instrumental             |          |
| 1990    | Sei canoni, para flauta dulce contralto y clavicémbalo                                                                                        | Música de cámara                | 10:00    |
| 1991    | Romanza, para piano y orquesta. | Música de orquesta              | 30:00    |
| 1991-92 | Carillon, ópera lírica en un acto según libreto del autor sobre "Der Schwierige" Hugo von Hofmannsthal                                        | Ópera                           | 100:00   |
| 1992    | The plaint, para voz femenina y 13 instrumentos. Música didáctica.                                                                            | Música vocal (instrumentos)     | 12:00    |
| 1992    | Interludi – Música per il mito di Eco e Narciso, para 12 voces y 24 instrumentos de viento (hay una versión reducida de 1993, de 30 min.)     | Ópera                           | 70:00    |
| 1992    | 1492, para 16 instrumentos | Música instrumental             |          |
| 1992    | Om dagen i mitt Arbeten…, para 2 violines, violonchelo, clarinete, celesta y piano.                                                           | Música instrumental             |          |
| 1992    | Schema, para 2 clarinetes, piano, vibráfono y contrabajo                                                                                      | Música instrumental             |          |
| 1993    | En liteln Svensk rapsodi, para voz femenina, clarinete bajo y piano                                                                           | Música vocal                    | 05:00    |
| 1993    | Studio (sul tocco), para piano | Música solista (piano)          |          |
| 1993    | Studio per una passacaglia, para cinta magnética                                                                                              | Música electrónica              |          |
| 1993    | Agnus Dei (Dufay), para 12 instrumentos | Música instrumental             | 12:00    |
| 1993    | C.A.G., para flauta, violín, vibráfono y guitarra                                                                                             | Música instrumental             | 05:00    |
| 1993    | Settimino, para flauta, oboe, violín, piano, viola, clarinete y violonchelo                                                                   | Música instrumental             | 06:00    |
| 1994    | Danze 2, para 2 pianos a 12 manos y 6 flautas dulces                                                                                          | Música instrumental             | 04:00    |
| 1994    | Due canoni, para flauta, violín y piano. | Música de cámara                | 07:00    |
| 1994    | Im Himmelreich, para 9 instrumentos | Música instrumental             |          |
| 1994    | G.F.F., para 5 instrumentos | Música instrumental             | 05:00    |
| 1994    | Rapsodia 1 (sobre fragmentos de Goethe-Schubert), para soprano, contralto y orquesta.                                                         | Música vocal                    | 18:00    |
| 1994    | Vocalizzo, para voz y 11 instrumentos | Música vocal (instrumentos)     |          |
| 1994    | Wiegenlied, para voz, 2 clarinetes, viola, violonchelo y contrabajo (sobre una frase de W. Goethe)                                            | Música vocal                    |          |
| 1994    | Rapsodia 2, para orquesta con acompañamiento de piano                                                                                         | Música de orquesta              |          |
| 1994-96 | Canone perpetuo, para 8 voces femeninas e instrumentos                                                                                        | Música vocal (instrumentos)     | 10:00    |
| 1995    | Albumblatt, para voz femenina, flauta, violín y guitarra                                                                                      | Música vocal                    | 04:00    |
| 1995    | Turhmuhr, para campana | Música solista                  |          |
| 1995    | For Colin Rose, para 9 ejecutantes | Música instrumental             |          |
| 1995    | Luciano Berio, para flauta y violín | Música de cámara                |          |
| 1995-96 | Clessidra 2, para violonchelo con acompañamiento de piano, celesta, arpa y vibráfono                                                          | Música instrumental             |          |
| 1996    | Concerto, para 2 clavicémbalos y orquesta de cuerdas                                                                                          | Música de orquesta (concierto)  | 15:00    |
| 1996    | Sei momenti, para flauta, oboe, clarinete, violín, viola y violonchelo                                                                        | Música de cámara                | 07:00    |
| 1997    | Canone, para cuarteto de cuerdas | Música de cámara                | 04:00    |
| 1997    | Etwas, para flauta, oboe, clarinete, violín, viola y violonchelo                                                                              | Música de cámara                | 05:00    |
| 1997    | Cantilena 2, para voz, violín, viola, flauta y clarinete (texto de Elio Pagliarani)                                                           | Música vocal (instrumentos)     | 08:00    |
| 1997    | Marieva, para voz, violín, clavicémbalo, flauta y contrabajo                                                                                  | Música vocal (instrumentos)     |          |
| 1997    | Nenia, para voz, violín, vibráfono, guitarra y piano (texto de Friedrich Schiller)                                                            | Música vocal                    |          |
| 1997    | Passacaglia 2, para flauta contralto, instrumentos de arco, piano, trompeta y corno                                                           | Música instrumental             |          |
| 1997    | Veni, creator..., para 9 instrumentos | Música instrumental             |          |
| 1998    | Dedica, para clarinete, piano y violonchelo                                                                                                   | Música de cámara                | 04:00    |
| 1998    | Ein kleines…, para acordeón | Música solista (acordeón)       | 05:00    |
| 1998    | Satz, para cuarteto de cuerdas | Música de cámara                | 04:00    |
| 1998    | Loure, para piano | Música solista (piano)          |          |
| 1998    | Valzer su GESAA, para 6 instrumentos | Música instrumental             | 04:00    |
| 1999    | Concertino, para flauta, clarinete, piano, 2 violines, viola y violonchelo                                                                    | Música instrumental             | 10:00    |
| 1999    | Von Himmel hoch, para tastiera o para 4 instrumentos                                                                                          | Música instrumental             |          |
| 1999    | Variazioni, para piano | Música solista (piano)          | 02:00    |
| 1999    | Largo – nove variazioni canoniche, para orquesta de cuerdas                                                                                   | Música de orquesta              |          |
| 2000    | Quattro fogli, para 6 ejecutantes | Música instrumental             |          |
| 2000    | Till Bjorn, para 10 ejecutantes | Música instrumental             |          |
| 2000    | Variazioni, para voz sola | Música vocal                    |          |
| 2000    | Tre ricercari, para 3 ejecutantes | Música de cámara                |          |
| 2000    | Trio, para violín, violonchelo y piano | Música de cámara                |          |
| 2000    | Lamento, para violín, flauta, clarinete, violonchelo y piano                                                                                  | Música instrumental             |          |
| 2001    | Autunno, para 9 instrumentos | Música instrumental             |          |
| 2001    | Berceuse 3, para 12 instrumentos de viento y trombón obligado                                                                                 | Música instrumental             |          |
| 2001    | Melanconia vals para 8 violines | Música instrumental             |          |
| 2001    | Ottetto, para 8 ejecutantes | Música instrumental             |          |
| 2001    | Satz 2, para cuarteto de cuerdas | Música de cámara                |          |
| 2001    | Valzer su F.A.C., para 9 instrumentos | Música instrumental             |          |
| 2001    | Aria (Dowland), para voz femenina, viola da gamba y laúd                                                                                      | Música vocal (instrumentos)     |          |
| 2001    | Blues, para piano | Música solista (piano)          |          |
| 2002    | Otto variazioni, para guitarra | Música solista (guitarra)       |          |
| 2002    | Ricercare, para guitarra | Música solista (guitarra)       |          |
| 2002    | Invenzione 3, para violín, trompeta y piano                                                                                                   | Música de cámara                |          |
| 2002    | Invenzione 2, para 3 pianos | Música solista (piano, tres)    |          |
| 2003    | Invenzione 4, para piano | Música solista (piano)          |          |
| 2003    | 2003 (Goffredo Petrassi in memoriam), para voz y 7 instrumentos                                                                               | Música vocal (instrumentos)     |          |
| 2003    | Quasi niente, para 20 instrumentos | Música de orquesta              |          |
| 2004    | Aus Tiefer, para coro femenino e instrumentos (texto del Salmo 130)                                                                           | Música vocal (instrumentos)     |          |
| 2005    | Momento, para cuarteto de cuerdas | Música de cámara                |          |
| 2005    | Vertigo, para 14 instrumentos | Música instrumental             |          |

### Discografía
| Obra(s) | Título álbum | Casa discográfica                  |
| --- | --- | ---------------------------------- |
| Serenata (1988) - Dodici variazioni (1980) - Albumblatt (1990) - Fantasia on Georgio Moench (1983/85) - Otto variazioni (2002) - C.A.G (1993) - The Plaint (1992) | Clementi: Works With Guitar | Mode Records, 2007. 7405970        |
| Concerto - Gian (ca) rlo Cardini - Fantasia Su Roberto Fabriciani - Parafrasi                                                                                     | Punctum Contra Punctum | Die Schachtel, 2005.               |
| | Aldo Clementi. Madrigale | hat (now) ART 123                  |
| Adagio (1983)- Berceuse (1979) - Impromptu (1989) - Scherzo (1985) - Triplum (1960) (y más obras de Nova)                                                         | Caput Ensemble | Stradivarius 1993, STR33336        |
| Canons (2) for Flute, Violin and Piano | Il Triangolo - Italian Flute Trios /Trio Albatros (Obras de Gaslini, Scogna, Fedele, Chailly, Bettinelli, Clementi & Donatoni) | Stradivarius, 2006 33726           |
| Berceuse | Blow (Obras de Kucera, Ferneyhough, Rydberg, Vaggione, Lindwall, Clementi & Martinsson)                                        | Fylkingen Records, 1991. FYCD 1001 |
| Composizione no 1 | Scene Piano Music Of The Darmstadt School /Schleiermacher (Obras de Messiaen, Stockhausen, Evangelisti, Clementi & Boulez)     | Md&g (Dabringhaus & Grimm) 6131004 |
| Andante con variazioni | Musiche Per Arpa (Obras de Viotti, Paisiello, Clementi, Pollini & Cherubini)                                                   | Tactus, 2000 (752201)              |
| B.A.C.H. - Replica (n.A.C.H.) | Clavecin D'Aujourd'hui (Obras de Boucourechliev, Meyer, Clementi, Jolas & Luc Ferrari)                                         | Erato Disques, 1977 - LP STU 71010 |
| Passacaglia | Flute Xx, Vol 2 /Fabbriciani (Obras de Maderna, Risset, Clementi, Donatoni, Cesa, Cresta, Hosokawa, Grego)                     | Arts Music, 2004                   |
| Intavolatura | Clavecin 2.000 /Prospective 21e Siècle - Élisabeth Chojnacka                                                                   | LP 6526 009                        |